# Anita Soldh
Anita Soldh, gift Soldh-Forsström, född 26 september 1949 i Stockholm, är en svensk operasångare (sopran) och pedagog.
Soldh är hovsångerska sedan 1992. Hon var knuten till Kungliga Operan åren 1977–2004. Hon sjöng länge lyriska roller och blev uppmärksammad genom framträdanden vid Vadstena-Akademien. Så småningom breddades repertoaren till lyrisk-dramatiska partier som Wagners Senta i Den flygande holländaren, Elisabeth i Tannhäuser, Eva i Mästersångarna i Nürnberg och titelrollen i Richard Strauss Salome. Till en av hennes främsta rollgestaltningar hörde Elsa i Wagners Lohengrin. Soldh är numer verksam som sånglärare på musikkonservatoriet i Falun.

## Priser och utmärkelser
- 1971 – Jenny Lind-stipendiet
- 1978 – Jussi Björlingstipendiet
- 1992 – Hovsångare
- 2008 – Litteris et Artibus
- 2015 – Medaljen för tonkonstens främjande[1]

## Diskografi
Den här först nämnda inspelningen bidrog starkt till att göra hennes namn känt i operavärlden efter framgångar på Vadstena-Akademien.
- Anita Soldh – sopran. Arior ur Salome av Stradella och romanser av Grie]. Caprice CAP 1114. Svensk mediedatabas.
- 'Shostakovich, Piano Trios Nos. 1 & 2; Seven Romances on Verses by Alexander Blok. Naxos 8.553297 S. Svensk mediedatabas.
- Agaue i Börtz, Backanterna. Dir. Kjell Ingbretsen. Regi: Ingmar Bergman. Caprice, CAP 22028:1-2. Svensk mediedatabas. Även som film för televisionen.
- Gerhilde i Wagner, Richard, Die Walküre. Dir. Berhard Haitink. EMI CDS 7 49534 2.
- Lundquist, Torbjörn Ivan, Symphony No. 7, Humanity: Dag Hammarskjöld in memoriam. Dir. Sixten Ehrling. Caprice CAP 21419. Svensk mediedatabas.
- Drottningholms slottsteater (1922-1992). Caprice CAP 21512. Svensk mediedatabas.
- Wagner, Gerhilde i Die Walküre. Symphonieorchester des Bayerischen Rundfunks. Dir. Bernard Haitink. EMI CDS 7 49534 2.

## Filmografi
- Mozart, La finta giardiniera. DVD. Dir. Nikolaus Harnoncourt. TDK : DVWW-OPFINT. Distribution: Naxos. Svensk mediedatabas
- Mozart, Idomeneo. DVD. Arthaus Musik 102 011. Svensk mediedatabas
- Mozart, La clemenza di Tito. DVD. Arthaus Musik 102 009. Svensk mediedatabas
- Mozart, Don Giovanni. VHS. Drottningholm Court Theatre. Dir. Arnold Östman. Virgin Classics VVD 342. Svensk mediedatabas
- Mozart, Trollflöjten. DVD. Drottningholm Court Theatre. Dir. Arnold Östman.
- Börtz, Backanterna. Se under Diskografi ovan